# Joan Whelan
Joan Whelan (New York, 25 marzo 1930 – Roma, 7 novembre 2020) è stata una modella statunitense.

## Biografia
Nel 1950, inizia a muovere i primi passi come modella a New York con lo stilista Mainbocher. Nel 1952 decide di andare in Europa e va a Parigi dove comincia a lavorare per Hubert de Givenchy. Posa anche per riviste come "Vogue France" e "l'Officiel". Sfila e posa per i più importanti stilisti parigini come Christian Dior, Jacques Fath, Balenciaga, Jeanne Lanvin (Castillo), Nina Ricci, Jacques Heim. A Parigi, fa amicizia con Suzy Parker con cui posa insieme per una copertina di Elle. 
Nel 1953 Coco Chanel le chiede di posare in esclusiva per lei. In Germania posa per la famosa fotografa Regina Realang in alcune copertine. Nel settembre del 1954 si trasferisce in Italia dove posa per i grandi stilisti dell'epoca come Alberto Fabiani, Vincenzo Ferdinandi, Simonetta, Sorelle Fontana, Fernanda Gattinoni, Antonelli, Carosa, Fausto Sarli. È a Roma che incontra il fotografo di moda Johnny Moncada che sposerà due anni più tardi e da cui ha quattro figli. 
Partecipa a numerose sfilate nella Sala Bianca di Palazzo Pitti, indossando gli abiti di Simonetta, Sorelle Fontana, Irene Galitzine, Alberto Fabiani, Roberto Capucci e Luisa Spagnoli
per poi diradare le sue apparizioni fino al 1967, anno del suo ritiro. Nel luglio del 2015 AltaRoma le dedica una mostra per la presentazione del libro/documentario "Joan. Paris Haute Couture, Roma Alta Moda. 1952-1967.